# Auridius xanthus
Auridius xanthus är en insektsart som beskrevs av Hamilton och Ross 1972. Auridius xanthus ingår i släktet Auridius och familjen dvärgstritar. Inga underarter finns listade i Catalogue of Life.